# 圣约翰伍德

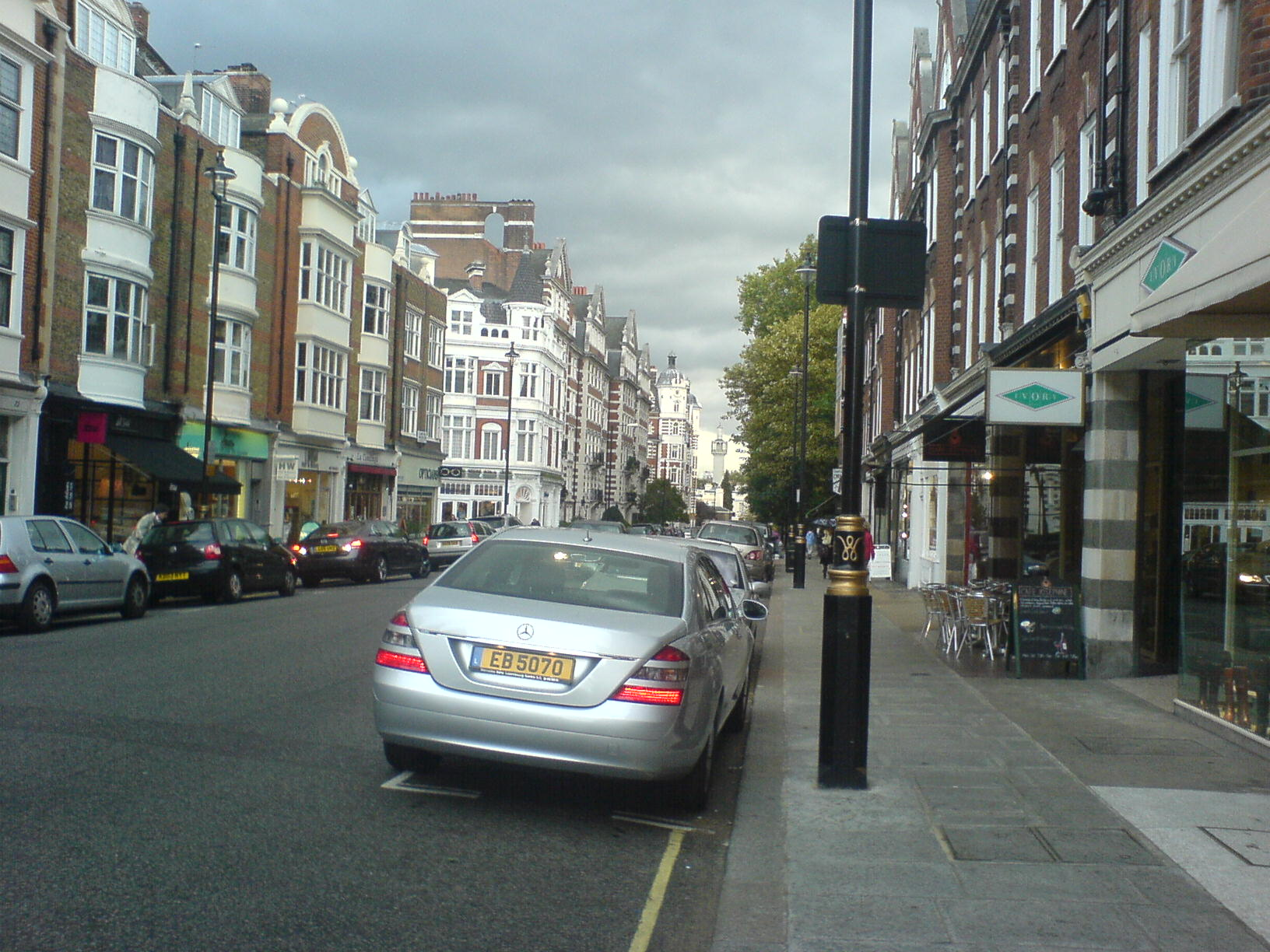
St. John's Wood High Street

圣约翰伍德（St John's Wood）位于伦敦西北部西敏市，摄政公园西北侧，查令十字西北4公里。历史上为圣约翰骑士团的领地。
这是一个非常富裕的社区，根据福布斯杂志的排名，2007年的平均房价在伦敦排名第5位。2013年，圣约翰伍德的房价再度攀升。